# Énergies (Trémois)
Énergies est une œuvre de l'artiste français Pierre-Yves Trémois située à Paris, en France. Créée en 1977, elle est installée à l'intérieur de la gare de Châtelet - Les Halles.

## Description
L'œuvre prend la forme d'une sculpture monumentale formant un bas-relief de 8 m de long sur 3 m de haut, en bronze patiné et poli. L'œuvre, rectangulaire, est légèrement concave. Elle est parsemée de plusieurs motifs distincts (tête d'homme, poisson, etc.). Au centre, la sculpture d'une raie est mise en avant, nettement détachée de la base du bas-relief. Derrière elle, l'œuvre est creusée d'un large disque ; son pourtour mentionne l'équation de Schrödinger ainsi que deux expressions des inégalités d'Heisenberg.

## Localisation
L'œuvre est installée dans la salle des échanges de la gare de Châtelet - Les Halles, à Paris. Elle orne le mur du fond de la sortie Lescot, en face des tourniquets et des points de vente.

## Artiste
Pierre-Yves Trémois (né en 1921) est un artiste français.